# Teunis Pluim
Teunis Pluim, (Renswoude, 8 januari 1864 - Baarn, 21 oktober 1931) was een Baarns onderwijzer en geschiedschrijver.

## Familieleed
Teunis was de zoon van Peter Pluim en Jannetje Overeem. Anderhalf jaar na de geboorte van Teunis trouwde zijn vader Peter Pluim met Jannetje Overeem. Het gezin zou veel tegenslagen krijgen. Moeder Jannetje was op haar trouwdag in verwachting van haar tweede kindje, dochter Jannetje, die slechts negen jaar oud zou worden. Teunis's zusje Elizabeth werd slechts een maand oud en broertje Dirk stierf op zesjarige leeftijd. Na de geboorte van een tweede zusje Elisabeth en nog een broertje Albertus, stierf zijn moeder Jannetje Overeem in 1876 toen ze dertig jaar was. 
tweede huwelijk
In 1885 trouwde Pluim in Amsterdam met de in Brummen geboren onderwijzeres Elisabeth Büller. Uit dit huwelijk werden vier kinderen geboren: Johanna Engelina Elisabeth (Annie), Louise Henriëtte, Engelina Catharina Petronella (Lien) en Laurens Johannes (Rens). Louise Henriëtte zou slechts één jaar oud worden en werd op 25 april 1901 begraven op de oude algemene begraafplaats.

## Onderwijzer
Van 1878 - 1882 volgde Teunis een opleiding tot onderwijzer aan de Normaalschool voor onderwijzers in Amerongen. Na zijn eindexamen kreeg hij een betrekking in Utrecht. Het stadsleven bleek hem niet te bevallen waarna hij drie jaar werkte aan de openbare school in Hoogland. Hier behaalde hij de hoofdakte en de akte Duits. Op 15 juli 1886 werd hij onderwijzer aan de Oosterschool in Baarn.
Na achttien jaar werd hij op 15 april 1904 benoemd tot hoofd van de nieuw geopende Westerschool naast zijn huis aan de Ferdinand Huycklaan. Pluim zou er tot zijn pensioen in 1929, bijna 25 jaar als hoofdonderwijzer werken. Teunis Pluim heeft uiteindelijk vijftig jaar in het openbaar onderwijs gewerkt.

## Schrijver
Naast zijn werkzaamheden in het onderwijs was Teunis Pluim ook op allerlei andere gebieden bijzonder productief. Hij schreef talloze novellen, gedichten, letterkundige studies, artikelen in tijdschriften en kranten en vooral schoolboeken. Op vele scholen werden zijn boeken ingevoerd, maar ook buiten de landsgrenzen werden deze gebruikt, zoals o.a. zijn taalboeken in Transvaal, Zuid-Afrika, en zijn geschiedenisboeken op alle gouvernementsscholen in Nederlands-Indië. 
Historicus
Naast de vaderlandse geschiedenis had ook de heemkunde zijn interesse. Hij schreef over de grafheuvels en de kei van Lage Vuursche en over opgravingen op de Hilversumse hei. Ook beschreef hij vele wandeltochten door Baarn. In 1929 werd hem door de Raad van Baarn de verzorging van het Gemeentearchief opgedragen en werd hij belast met de opsporing van stukken en voorwerpen van historische betekenis. Zijn werk UIt de geschiedenis van Baarn werd postuum uitgegeven.
Zijn verdiensten als historicus werden erkend door zijn benoeming tot lid van de oudheidkundige ‘Vereniging Gelre’ in Arnhem, van het ‘Historisch Genootschap’ in Utrecht en de oudheidkundige ‘Vereniging Oud-Utrecht’. De ‘Vereniging Oud Ede’ benoemde hem tot erelid.

## Sociaal
Teunis Pluim was  medeoprichter van de Baarnse Gymnastiek en Schermvereniging (BG&SV). Hij was naast bestuurslid ook enige jaren voorzitter. 
Pluim zou veertien jaar secretaris van de Maatschappij tot Nut van het Algemeen blijven, tevens was hij lid van de Floraliavereniging. Zijn muzikale kwaliteiten kon hij kwijt als lid van de muziekvereniging Crescendo.
Als lid van de Spek- en Vetcommissie organiseerde hij op nieuwjaarsdagen het uitdelen van voedsel, turf en steenkool aan behoeftige Baarnaars. De uitreiking van levensmiddelen, turf en steenkool vond plaats in de Julianaschool.
Onder zijn secretarisschap ging in 1878 de Nutstekenschool van start. Kinderen uit arme gezinnen kregen van hem gratis bijles.

## Herdenking
Op 21 oktober 1931 overleed Teunis Pluim plotseling, zevenenzestig jaar oud in zijn woning aan de Parkstraat 21. Hij werd op zaterdag 24 oktober om half drie ter aarde besteld in het graf bij zijn dochtertje Louise Henriëtte. Uit dankbaarheid voor zijn werk schonken de Baarnaars hem een grafsteen om op zijn graf aan de Acacialaan te kunnen plaatsen. Onder hen was ook Koningin Emma die erg geïnteresseerd was in zijn werk over de regionale geschiedenis. Een comité uit de burgerij, met erevoorzitter burgemeester G.C.J. van Reenen en de wethouder van onderwijs als voorzitter, droeg zorg voor het monument op het graf.
In Baarn is de straatnaam ‘Meester Pluimhof’ naar hem genoemd. Op zaterdag 21 oktober 2011 was bij zijn graf op de oude begraafplaats aan de Berkenweg een herdenking van zijn tachtigste sterfdag.

## Werk
- Kleine Vaderlandse geschiedenis voor de lagere school, met tekeningen van J.H. Isings; P.Noordhoff N.V. - Groningen - Batavia[6]
- Schetsen van dieren. Leesboek voor het lager onderwijs Uitgever J. Muusses Purmerend (1903)
- Keur van Nederlandsche woordafleidingen (1911)
- De levende taal (1914)
- Grieksche heldensagen (1915)
- Onze taalschat - stijl en taaloefeningen normaal en kweekscholen, eerste stukje, eerste studiejaar, Uitgever Muusses (1915)
- De levende taal  (1921)
- Uit de geschiedenis van Baarn (1932)

Biografie
- F. Jos. van den Branden en J.G. Frederiks, Biographisch woordenboek der Noord- en Zuidnederlandsche letterkunde (1888-1891)

Secundaire literatuur
- Foeke Buitenrust Hettema, Boekaankondiging. In: Taal en Letteren. Jaargang 12 (1902)
- Jan Emiel Vliebergh, Boekennieuws In: Dietsche Warande en Belfort. Jaargang 1908 (1908)
- Lodewijk Dosfel, Boekennieuws In: Dietsche Warande en Belfort. Jaargang 1909 (1909)
- Jan Emiel Vliebergh, Boekennieuws In: Dietsche Warande en Belfort. Jaargang 1911 (1911)
- G. Engels, Jac. van Ginneken, J.A.N. Knuttel en Ph.J. Simons, Boekbeoordelingen. In: De Nieuwe Taalgids. Jaargang 5 (1911)

- Gemeinsame Normdatei: 1186174943
- International Standard Name Identifier: 0000 0003 8798 1181
- Nederlandse Thesaurus van Auteursnamen: 06810538X
- Virtual International Authority File: 281107667
- WorldCat: E39PBJd8cv76Hjd3rdWy63Krv3